# Холиэдр
Холиэдр (от англ. holyhedron) — многогранник в трёхмерном пространстве, имеющий в каждой своей грани хотя бы одну дыру, граница которой не имеет общих точек с границей самой грани и границами других дыр в ней.
Идея описанного многогранника принадлежит Джону Конвею, обнародовавшему её в 1990-х годах. Название, являющееся игрой с английскими словами "polyhedron" (многогранник), "holy" (святой) и "hole" (дыра), было предложено Дэвидом Вильсоном в 1997 году. За нахождение примера холиэдра Конвей предлагал приз размером 10,000 USD, делённых на количество граней в примере. Формулировка проблемы Конвея была следующей:

Существует ли многогранник в трёхмерном евклидовом пространстве, имеющий конечное количество граней, каждая из которых является плоской и связной и имеет не односвязную относительную внутренность.
Оригинальный текст (англ.)Is there a polyhedron in Euclidean three-dimensional space that has only finitely many plane faces, each of which is a closed connected subset of the appropriate plane whose relative interior in that plane is multiply connected?

Первый пример холиэдра, содержащий 78585627 граней, был приведён в 1999 году П. Винсоном.  В 2003 году Дон Хэтч представил пример холиэдра из всего лишь 492 граней и получил приз в размере 20.33 USD.